# Monophylie

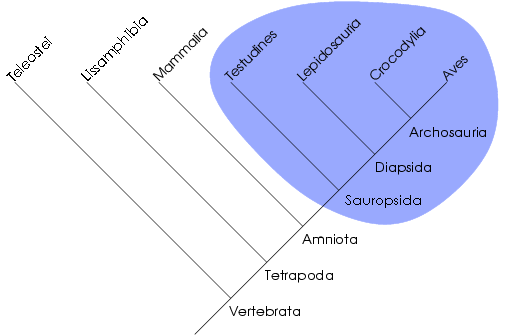
Dans cet arbre phylogénétique, le groupe des sauropsides, constitué des reptiles, des oiseaux et de leur ancêtre commun, est considéré comme monophylétique.

La monophylie (ou plus rarement l'holophylie ou encore la monophylie stricte), du grec μόνος / mónos, « seul » et φῦλον / phūlon, « tribu, genre, espèce », est la caractéristique d'un groupe qui contient l'espèce souche dont descendent tous ses membres. Un groupe monophylétique est appelé aussi un clade.

## Définitions
La monophylie au sens qui a été le plus popularisé et aujourd'hui majoritairement utilisé a été définie par Willi Hennig. Un groupe monophylétique désigne un ensemble de taxons partageant une synapomorphie, c'est-à-dire le groupe regroupant une espèce ancestrale unique ainsi que la totalité de ses descendants.
Le code de nomenclature phylogénétique (PhyloCode) propose trois types de repères pour définir un taxon par l'ensemble de tous les descendants d'un point donné dans l'arbre phylogénétique considéré : l'apomorphie, le nœud et la branche,,.
La précision de la définition varie selon les définitions suivantes :
- d'après le PhyloCode[7], groupe-couronne défini par un nœud : le groupe retient uniquement l'espèce ancestrale et tous ses descendants. C'est le plus exclusif ;
- groupe défini à la base par une branche : le groupe retient tous les ancêtres d'une même lignée après une cladogenèse et tous ses descendants. C'est le plus inclusif ;
- groupe défini par une synapomorphie : le groupe retient le premier ancêtre à avoir acquis la synapomorphie permettant de définir le groupe et tous ses descendants. Ce serait la plus juste théoriquement, bien que difficilement accessible dans la pratique.

Ces définitions ne s'excluent pas, et ne sont pas absolues. Elles répondent toutes au principe de base de la monophylie.

## Origine du terme
Le terme « monophylie » est introduit par Haeckel (1866), dans la littérature biologique sans pour autant être défini (le terme était seulement utilisé comme légende de figures). Il propose ensuite en 1874 cette définition en parlant des animaux : « un concept monophylétique du règne animal comme une unique racine et tous ses descendants » (d'après la traduction de Ashlock 1984).

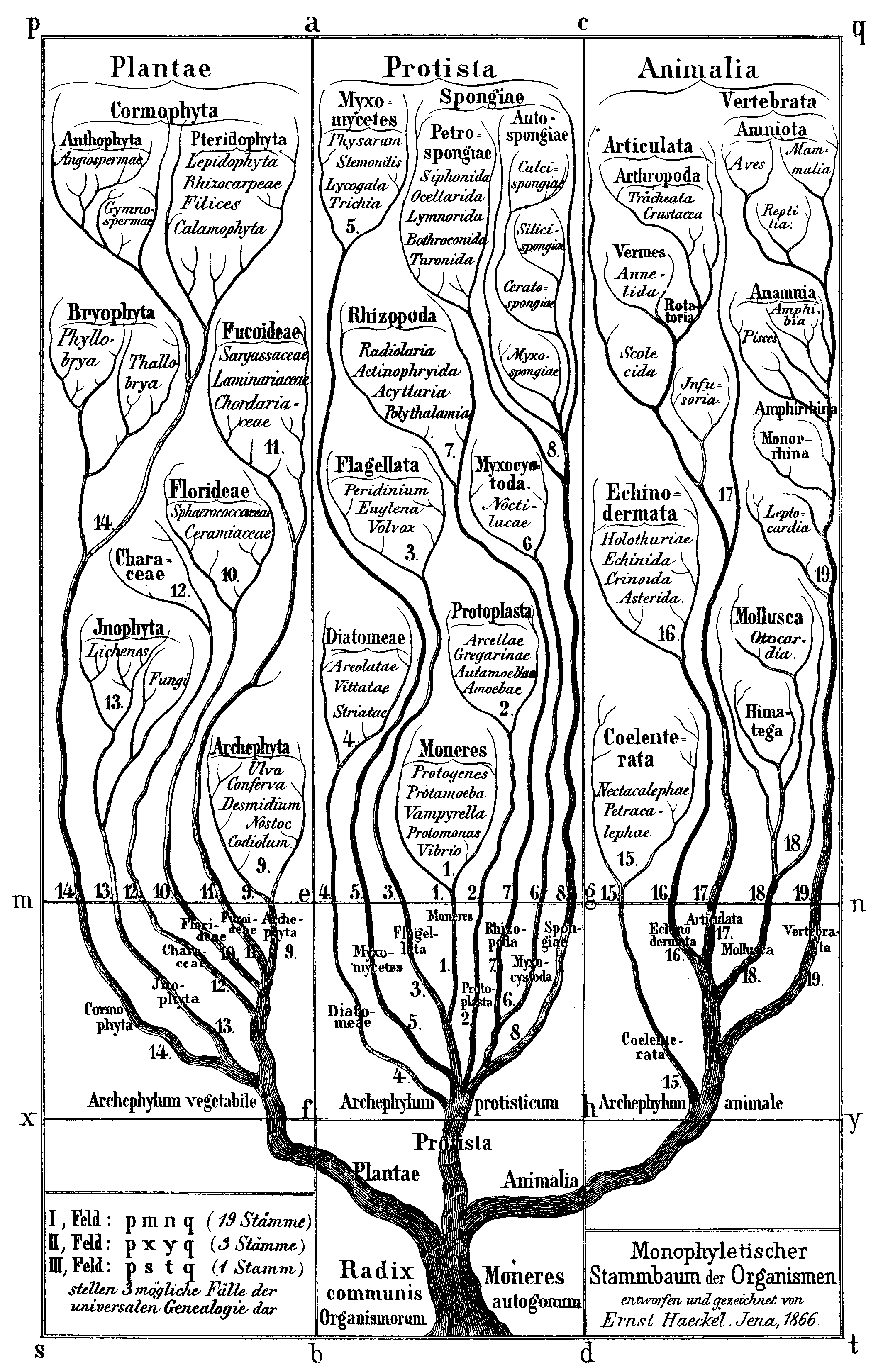
Arbre généalogique monophylétique des organismes selon Haeckel (1866)[14].

Plus tard, en 1961, Simpson donnera la définition suivante : « La monophylie est la dérivation d'un taxon en une ou plusieurs lignées à partir d'un taxon directement ancestral de même rang ou de rang inférieur » (traduit de l'anglais). C'est en 1966 que Hennig définira un groupe monophylétique ainsi : « un groupe monophylétique est un groupe d'espèces descendant d'une unique espèce (souche), et qui inclut toutes les espèces descendantes de cette espèce souche. En bref, un groupe monophylétique comprend tous les descendants d'un groupe d'individus qui à leur époque appartenaient à une (potentielle) communauté reproductive, c.-à-d. une espèce unique » (traduit de Hennig, 1966). Aujourd'hui c'est cette définition qui est utilisée par la majorité des biologistes (qui est aussi synonyme de clade),,,,,,.

## Holophylie et controverse
Le terme « holophylie » est proposé par Ashlock en 1971.
La terminologie employée pour le terme « monophylie » ou « groupe monophylétique » n'est pas toujours homogène, et bien que la majorité soit en faveur de l'utilisation du terme « monophylie » comme synonyme de clade, certains auteurs pensent que cette définition du terme est trop restrictive. Ainsi certains auteurs, principalement des auteurs adhérant à la systématique évolutionniste, mais aussi des cladistes,, préfèrent l'emploi du terme « holophylie » (du grec holos « tout ») comme synonyme du terme clade, et emploient le terme monophylie comme référant à la fois à l'holophylie et à la paraphylie, en se basant sur la définition de Simpson citée plus haut. Ainsi, le terme « monophylie » n'apporte pas de précision sur le caractère complet de la descendance, elle unifie donc deux situations différentes, l'holophylie (du grec holos « tout ») et la paraphylie (du grec para « à côté de »), partageant un point commun : l'inclusion du dernier ancêtre commun du groupe. Dans le premier cas le groupe comprend tous les descendants de l'ancêtre commun (exemple des Sauropsides, figure en haut d'article), tandis que dans le second cas certains descendants sont exclus du groupe (exemple des Reptiles = Sauropsides privés des Oiseaux). La monophylie sensu Haeckel s'oppose donc à la polyphylie.
Du fait de cette controverse, le terme « monophylétique » est parfois ambigu hors contexte, et cette ambiguïté, le cas échéant, peut être levée en parlant de clade ou d'holophylie. Cependant l'usage actuellement majoritaire est une synonymie entre clade et groupe monophylétique (une totalité de descendance),,,,,,, il est par conséquent raisonnable de comprendre cet emploi du terme en l'absence de précisions supplémentaires.
La différence entre les différents termes peut être résumée dans le tableau suivant (adapté de Dubois 1986) :
|                            | Systématiciens synthétistes | Systématiciens cladistes |
| Concept 1                  | Holophylie                  | Monophylie               |
| Concept 2                  | Paraphylie                  | Paraphylie               |
| Concept 3                  | Polyphylie                  | Polyphylie               |
| Concept 4 (concepts 1 + 2) | Monophylie                  | Ø                        |
| Concept 5 (concepts 2 + 3) | Hétérophylie                | Ø                        |

Certains biologistes utilisent les termes juxtaposés « monophylétique holophylétique » et « monophylétique paraphylétique » pour signifier le sens dans le contexte de la systématique évolutionniste.

## Polyphylie
La polyphylie (du grec polus « beaucoup ») représente un cas qui n'intéresse aucune de ces deux écoles. Ce concept permet de clarifier le sens de certains regroupements pratiques faits dans la vie courante, hérités de classifications anciennes ou bien issus d'autres disciplines biologiques comme l'écologie. Par exemple, le groupe des animaux cavernicoles ou bien celui des mammifères marins sont des assemblages polyphylétiques pratiques, mais sans signification phylogénétique puisqu'ils ne sont ni monophylétiques ni paraphylétiques.

## Propriétés mathématiques
En théorie des graphes, l'holophylie est égale à une paraphylie de degré 0, et la monophylie est égale à une polyphylie de degré 1.

## Signification évolutive
La présence de caractères homologues communs à différents taxons permet de regrouper ceux-ci sous un même nom, représentatif du caractère monophylétique du groupe. Par exemple, la présence ou l'absence d'un noyau dans les cellules des eucaryotes ou des procaryotes respectivement. La présence dans un groupe de caractères (homologues) dérivés  propres (c'est-à-dire exclusifs à ce groupe) - ou synapomorphies - permet d'induire la monophylie de ce groupe. Les eucaryotes forment un groupe monophylétique car la présence du noyau est un tel caractère dérivé, alors que son absence est un caractère ancestral du groupe des procaryotes (c'est une symplésiomorphie), ces derniers sont donc paraphylétiques.